# Hip hop canadese
La scena hip hop canadese si è sviluppata in maniera decisamente più lenta rispetto a quella del rock. Tuttavia il Canada conta artisti hip hop sin dalla prima ora, pur non avendo avuto la possibilità di essere conosciuti immediatamente dal grande pubblico.
Ad esclusione di Toronto, la più popolosa città canadese e la capitale dell'Ontario, oltre che una delle città più multiculturali del paese nordamericano, questo genere musicale ha avuto come molta della musica urban difficoltà ad entrare nei palinsesti radiofonici prima del 2000, con il risultato che molti degli artisti non ebbero esposizione mediatica se non per i video messi in programmazione da MuchMusic.

## Primi anni novanta: l'alba dell'hip hop canadese
Devon, Maestro Fresh Wes e Dream Warriors per un breve periodo a cavallo tra gli anni 1980 e gli anni 1990 ebbero una certa esposizione mediatica, cercando di esplodere definitivamente al grande pubblico. Il primo singolo di classifica per Maestro, Let Your Backbone Slide, fu il primo singolo rap del Canada ad entrare tra i quaranta migliori singoli, ed al 2007 rimane il singolo rap più venduto di tutti i tempi. Altri singoli degni di nota in questo periodo furono il brano di Maestro Drop the Needle, Devon Mr. Metro, Dream Warriors My Definition of a Boombastic Jazz Style e Wash Your Face in My Sink, ed il brano di Kish I Rhyme the World in 80 Days. Oltre a questo, i disc jockey K-Cut and Sir Scratch del gruppo hip hop Main Source, erano originari di Toronto e diedero una mano alla costruzione di uno dei classici dell'hip hop mondiale, Breaking Atoms, a cui partecipò anche il giovane Nas, all'inizio della sua carriera che si sarebbe rivelata sfolgorante.
Il rap inoltre iniziò ad emergere verso il vero e proprio mainstream musicale nei primi anni novanta. Frankie Fudge collaborò con una parte rappata nel singolo di Céline Dion del 1990 dal titolo Unison ed apparve anche nel video tratto da questo brano. Il duo R&B Love and Sas si esibì in un rap nel singolo del 1991 dal titolo I Don't Need Yo' Kiss.

## Metà anni novanta: le difficoltà
Nel 1991, la Milestone Radio (emittente gestita dalla comunità nera di Toronto) chiese alla Canadian Radio-television and Telecommunications Commission (CRTC) la possibilità di iniziare le trasmissioni nell'area urbana di Toronto, ne nacque una controversia per il diniego da parte dell'autorità in favore di emittenti a preponderanza di country music, come già alcune radio già esistenti.
La decisione danneggiò la scena hip hop canadese che vide sfumare la possibilità di un buon canale per farsi conoscere. I fan dell'hip hop e del R&B della città canadese contarono però sulla possibilità di ascoltare l'emittente di Buffalo WBLK, una stazione statunitense senza alcun vincolo di contenuti come invece succedeva per le emittenti di Toronto. Come risultato solo un rapper canadese, Michie Mee, riuscì ad entrare nella pop chart nazionale nel periodo tra il 1991 ed il 1998, e ci riuscì solamente grazie ad una collaborazione con una band di hard rock come i Raggadeath. Snow, che pubblicò nel 1993 il singolo "Informer" con un certo successo, a volte viene erroneamente etichettato come rapper, tuttavia il suo stile è più accuratamente descritto da un genere quale la dancehall (stile di reggae) piuttosto che l'hip hop. Così come il gruppo di Tom Green, gli Organized Rhyme ebbero un certo successo su MuchMusic con "Check the O.R.", ma non ebbero la necessaria visibilità sui palinsesti radiofonici per entrare nelle classifiche della rivista RPM.
Va inoltre notato che diversi artisti hip hop statunitensi furono popolari in Canada, e che diversi musicisti canadesi afroamericani come gli Infidels, Deborah Cox e The Philosopher Kings ebbero un certo successo nelle classifiche R&B, pop e rock. Tuttavia questo non fu da traino per la scena hip hop che rimase alla porta nella evoluzione musicale del paese.
Questa sorta di ostracismo iniziò ad essere perforato a partire dal 1996 quando alcuni eventi fondamentali si susseguirono a breve distanza: per primo, fu fondata la Urban Music Association of Canada per costruire e promuovere un profilo nazionale di urban music. L'anno successivo i Dubmatique ebbero successo come il primo gruppo musicale rap del  Québec arrivando nelle prime posizioni delle pop charts di lingua francofona, ed esplose una nuova controversia a  Toronto quando alla Milestone fu di nuovo negata la possibilità di trasmettere.

## Fine anni novanta: Il "Northern Touch"
Particolarmente importante, tuttavia, il gruppo hip hop di Vancouver, Rascalz riunì un gruppo di rapper canadesi emergenti creando una sorta di "all star" per registrare e pubblicare il brano "Northern Touch", una galvanizzante dichiarazione di propositi degli hip-hopper canadesi, che fu pubblicata come singolo nel 1998, candidandosi a diventare la prima hit di hip hop canadese dal 1991.
Più tardi in quello stesso anno, i Rascalz rifiutarono il Juno Award come Best Rap Recording, portando a ragione della loro decisione il fatto che il premio fosse programmato nella porzione di cerimonia non coperto dalla televisione, assieme ai premi tecnici. Sospettato di una sorta di razzismo, i Juno Award per il rap furono spostati alla cerimonia principale l'anno dopo. Inoltre nel 1998 Maestro Fresh Wes, attualmente conosciuto come Maestro, entrò nelle classifiche dei singoli con il suo "Stick to Your Vision", il suo primo singolo in classifica a sette anni di distanza dall'ultimo.
Artisti di hip hop e trip hop come Esthero, Choclair, Saukrates e Kardinal Offishall iniziarono ad ottenere un minimo di visibilità presso la carta stampata, e il fattaccio dei Juno Awards, assieme al ritorno in auge di Maestro riaccesero i riflettori sull'hip hop canadese.
Nello stesso anno la stazione della CBC di Toronto completò il suo spostamento sulle frequenze FM, che assicuravano una copertura migliore nelle trasmissioni. La CBC si trovò quindi a cedere due trasmettitori alle comunità fuori dalla città, aprendo due nuovi canali radio per due nuove emittenti.

## Il 2000: La prima radio canadese diurban
In risposta al comportamento irregolare del CRTC, il gabinetto federale del Canada ordinò all'organismo delle telecomunicazioni di dare la precedenza alla possibilità di coltivare le diversità culturali e razziali a Toronto, di fatto garantendo alla Milestone la licenza di trasmissione. Nel 2000, la CRTC assegnò una delle frequenze disponibili alla Milestone, le altre frequenze furono assegnate alle voci aborigene per una stazione radio che rappresentasse la comunità dei nativi.
Oltre a questo nel 2000 creò e mise in onda Drop the Beat, una serie televisiva sulla musica hip hop e sulla sua cultura, tra le prime di tutto il mondo. Lo show lanciò Merwin Mondesir e Mark Taylor come presentatori di un programma sull'hip hop in una radio di campus universitario.
Infine, nel 2001, la CFXJ (Flow 93.5) debuttò come la prima radio canadese di musica urban fuori dall'area di Toronto. Le stazioni di questo genere spuntarono rapidamente in diverse altre città canadesi, creando i presupposti per una maggiore visibilità degli artisti hip hop locali, che videro crearsi una rete di emittenti disponibili a programmare i loro lavori.
Swollen Members, Bishop Brigante, Nelly Furtado, Mc Son, k-os, Buck 65, Sixtoo, Jully Black, Jarvis Church, Shawn Desman,  Sweatshop Union, Glenn Lewis, Dead Celebrity Status, Remy Shand, Toya Alexis, K'naan, Catburglaz, Promise, Rich London e Cadence Weapon furono tra gli artisti rap ed R&B a beneficiare di questo passaggio epocale nella storia dell'emittenza radiofonica canadese.
La radio satellitare nazionale CBC Radio 3 iniziò anch'essa a inserire nella propria programmazione artisti hip hop, tra questi K'naan, Mood Ruff, Classified, Social Deviantz, Ghislain Poirier, Isis, Cadence Weapon, Buck 65, Dragon Fli Empire e OK Cobra.

## Influenze
Sebbene l'East Coast hip hop statunitense sia come ovvio il principale fattore di influenza degli artisti canadesi, l'hip hop nazionale incorpora diverse altre influenze non comunemente individuabili nel medesimo genere statunitense.
La comunità afroamericana del Canada è maggiormente dominata da abitanti di discendenza caraibica rispetto alla comunità statunitense. Come risultato di ciò l'hip hop canadese è maggiormente influenzato da ritmi e stile della musica caraibica. Gli artisti canadesi di lingua inglese tendono ad essere influenzati dallo stile giamaicano e bahamense, mentre i francofoni del Québec vengono spesso influenzati dalla musica haitiana.
Lo stile chiamato "Tom Waits con il beatbox" tipico di Buck 65, che integra influenze di country, rock, folk e blues ha iniziato ad influenzare l'hip hop canadese a partire dai primissimi anni del 2000. Questa influenza si avverte forte negli artisti provenienti dalle province marittime, come Classified e Jesse Dangerously, anche se si ritrovano in rapper di diversa provenienza come Ridley Bent.
La musica elettronica ha inoltre una significativa influenza, soprattutto su artisti come Cadence Weapon, Ghislain Poirier e Omnikrom.